# 京东大峡谷
40°14′17″N 117°09′48″E / 40.2381265°N 117.1632532°E

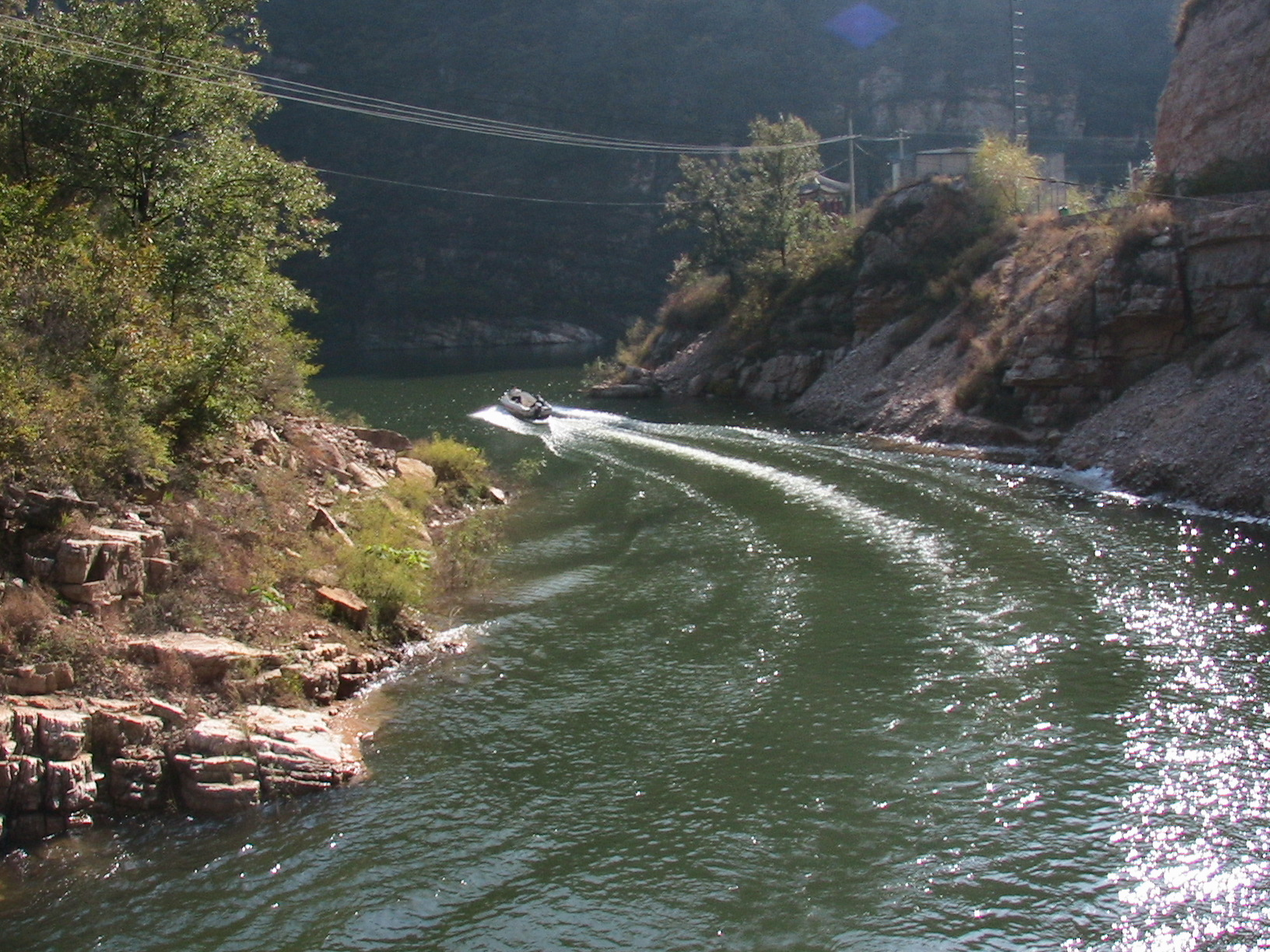
京东大峡谷

京东大峡谷位于北京市平谷县城东北约12公里的鱼子山村。包括大峡谷与井台山两大游览区组成，总面积约为20平方千米。

## 玻璃栈道
京东大峡谷玻璃栈道全长500多米，分木制栈道和玻璃栈道，其中玻璃栈道长度达到了200多米。京东大峡谷有绝对的客观地理优势，周边道路通行顺畅。